# بیمارستان عمومی نورث یورک
بیمارستان عمومی نورث یورک (انگلیسی: North York General Hospital) یا به اختصار NYGH، یک بیمارستان آموزشی در شهر تورنتو کانادا است که منطقهٔ نورث یورک و جنوب شهرستان یورک را تحت پوشش قرار می‌دهد. این بیمارستان شامل بخش‌های اورژانس، سرپایی، بستری و مراقبت‌های درازمدت است. بیمارستان عمومی نورث یورک یکی از بیمارستان‌های دانشگاهی برجسته در کشور کاناداست و وابسته به دانشگاه تورنتو است. این بیمارستان، یکی از سه بیمارستان تشکیل‌دهندهٔ آکادمی پیترز-بوید در دانشکدهٔ پزشکی دانشگاه تورنتو است.

## تاریخچه
این بیمارستان که در تقاطع خیابان شپرد و خیابان لِسلی واقع شده‌است، در سال ۱۹۶۸ میلادی افتتاح شد. شرکای بنیان‌گذار این بیمارستان عبارت بودند از: «فرندز آو نورث یورک جنرال» (که بعدها به «بنیاد بیمارستان عمومی نورث یورک» تغییر نام داد)، یک سازمان خیریهٔ زنان موسوم به IODE، مؤسسهٔ بهداشتی وابسته به مبلغان مذهبی و سازمان خدمات داوطلبانهٔ کانادا. در سال ۱۹۶۰ میلادی، تعدادی از شهروندان محلی، «انجمن بیمارستان کلان‌شهر» را برپا کردند تا مکانی برای ساخت یک بیمارستان پیدا کنند که بتواند به منطقهٔ در حال رشد نورث یورک خدمت‌رسانی کند. تحت رهنمودهای سرهنگ کلیفورد سیفتن طراحی‌های اولیه و جمع‌آوری بودجه برای ساخت یک بیمارستان ۷۰ تختخوابی در جنوب‌شرقی تقاطع خیابان شپرد و خیابان لِسلی انجام شد. در نوامبر ۱۹۶۲، زمین‌های بیمارستانی در خیابان لسلی فراهم گردید و در حدود ۳٬۰۰۰ داوطلب، ۳٫۲ میلیون دلار از مجموع هزینهٔ کلی ۸٫۶ میلیون دلاری بیمارستان جدید را جمع‌آوری نمودند. در ۱۵ مارس ۱۹۶۸، نخست‌وزیر پارلمانی انتاریو جان روبارتس رسماً این بیمارستان را وقف نمود. این بیمارستان در اواخر دههٔ ۹۰ تحت بازسازی و گسترش فراوان قرار گرفت که در سال ۲۰۰۳ افتتاح گردید.
در ۱ آوریل ۲۰۰۳ یکی از پرستاران این بیمارستان دچار نشانگان تنفسی حاد شد. دکتر دانلد لو به‌خاطر می‌آورد که با بررسی دقیق پرونده‌های بستری بیماران در تعطیلات آخر هفتهٔ روزِ ویکتوریا (که در آن سال در ۱۹ مه برگزار شد)، این فرضیه را مطرح کرد که بیماری ایجادکنندهٔ وضعیت اضطراری که مسئولان استانی پایانش را چند روز قبل‌ترش اعلام کرده بودند، در واقع هنوز در بین کارکنان بخش بهداشتی-درمانی و بیماران در حال گسترش است. دکتر دانلد لو تلاش برای مهار بیماری را از سر گرفت و با کوشش و همیاری تمامی مردم شهر، سرانجام همه‌گیری بیماری درهم شکسته شد. در کانادا، ۴۳ درصد از مبتلایان به بیماری سارس، کارکنان بخش بهداشتی-درمانی بودند.
بیمارستان عمومی نورث یورک چند مرکز اقماری و تابعه در نقاط دیگر شهر دارد، مثل مرکز مراقبت‌های سرپایی برانسون، مرکز سلامت سالمندان و مرکز مراقبت‌های بازتوانی. در ۱ مارس ۲۰۱۷ میلادی، بیمارستان عمومی نورث یورک اعلام نمود که این بیمارستان در سال ۲۰۱۹ اجاره‌نامه خود را در مرکز مراقبت‌های سرپایی برانسون تمدید نخواهد کرد و خدمات خود را از آن مکان به جای دیگری منتقل خواهد کرد. در ۱۰ دسامبر ۲۰۱۷ میلادی، مرکز مراقبت‌های بازتوانی در شمارهٔ ۲۱۱۱ خیابان فینچ غربی افتتاح شد. در مه ۲۰۱۸ اعلام شد که دو مکان جدید جایگزین مرکز مراقبت‌های سرپایی برانسون خواهد شد.
در سال ۲۰۱۹ میلادی، مجلهٔ آمریکایی نیوزویک بیمارستان عمومی نورث یورک را دومین بیمارستان برتر کشور کانادا و یکی از ۱۰۰ بیمارستان برجستهٔ جهان اعلام کرد.

## خدمات
ساختمان اصلی این بیمارستان در تقاطع خیابان لِـسلی و خیابان شپرد در شمال مرکزی شهر تورنتو واقع شده‌است. این بیمارستان مراقبت‌های بستری حاد و سرویس شبانه‌روزی اورژانس دارد. مرکز اورژانس شارلوت و لوئیس استاینبرگ در این بیمارستان، یک مرکز خدمت‌رسانی کامل اورژانس است. تنها در سال ۱۸–۲۰۱۷، بخش اورژانس ۱۱۴٬۳۸۴ نفر مراجعه‌کننده داشت.
بخش سرطان‌شناسی آن موسوم به «تدبیر سرطان»، خدمات درمانی برای بسیاری از انواع سرطان از جمله سرطان پستان، سرطان روده بزرگ، سرطان پروستات و سرطان‌های ادراری و دستگاه تولید مثل زنان را ارائه می‌کند.
سایر خدمات این بیمارستان شامل پزشکی خانواده و اجتماع، آزمایش‌های ژنتیکی، مراقبت‌های مادر و کودک، تصویربرداری تشخیصی، مراقبت از سالمندان، بخش سلامت ذهن و روان و خدمات جراحی است.

## مراکز اقماری و تابعه

### مرکز مراقبت‌های سرپایی برانسون
این مرکز در خیابان فینچ عربی (در نزدیکی خیابان بتهرست) واقع شده‌است و در سال ۱۹۵۷ توسط کلیسای ادونتیست‌های روز هفتم افتتاح شد. این مرکز بهداشتی-درمانی نام خود را از ویلیام هنری برانسون مبلغ مذهبی ادونتیست و رئیس «سازمان عمومی ادونتیست‌های روز هفتم» می‌گیرد. در سال ۱۹۹۷ میلادی، پس از گزارش نهایی «کمیسیون بازسازی خدمات بهداشتی»، این مرکز به بیمارستان عمومی نورث یورک واگذار شد. در ۱ مارس ۲۰۱۷ میلادی، بیمارستان عمومی نورث یورک اعلام نمود که این بیمارستان در سال ۲۰۱۹ اجاره‌نامه خود را در مرکز مراقبت‌های سرپایی برانسون تمدید نخواهد کرد و خدمات خود را از آن مکان به جای دیگری منتقل خواهد کرد. در مه ۲۰۱۸ اعلام شد که دو مکان جدید جایگزین مرکز مراقبت‌های سرپایی برانسون خواهد شد.
به دلیل دنیاگیری کووید-۱۹ در کانادا، مرکز مراقبت‌های سرپایی برانسون هم‌اکنون به‌عنوان یک مرکز تشخیص کووید-۱۹ مورد استفاده است.

### مرکز سلامت سالمندان و مرکز مراقبت‌های بازتوانی
مرکز سلامت سالمندان در سال ۱۹۸۵ میلادی در پلاک ۲ باکن کورت (ضلع شمال‌شرقی تقاطع خیابان‌های لسلی و شپرد) برپا شد. این مرکز دارای یک سرای مراقب‌های درازمدت (خانه سالمندان) با ۱۹۲ تخت و خدمات ویژهٔ سالمندان است. این خدمات به سالمندانی در نظر گرفته شده‌است که به‌واسطهٔ مشکلات سلامت جسمی و روانی، ممکن است استقلال خود را از دست داده و توانیی زندگی در منزل را به تنهایی نداشته باشند. مرکز سلامت سالمندان علاوهٔ بر خدمات بیمارستانی روزانه، چندین کلینیک تخصصی سالمندان نیز دارد.
مرکز مراقبت‌های بازتوانی، یک رویکرد مشترک و نوآورانه است که برای کمک به بیمارانی طراحی شده‌است که دیگر نیازی به خدمات مراقبت‌های حاد ندارند، اما اغلب در انتظار یک مرکز مراقبتی جایگزین مانند مراقبت‌های دورهٔ نقاهت و طولانی‌مدت هستند. بیمارستان عمومی نورث یورک، یک بخش بستری مخصوص‌به‌خود در این مرکز دارد.